# Ogenyi Onazi
Ogenyi Eddy Onazi (ur. 25 grudnia 1992 w Lagosie) – nigeryjski piłkarz grający na pozycji pomocnika. Zawodnik FK Žalgiris Wilno.

## Kariera klubowa
Pierwszym klubem Onaziego był Nigeryjski My People. Dobre występy w tej drużynie zaowocowały przenosinami do juniorskiej drużyny S.S. Lazio. W 2012 roku dostał się do pierwszej drużyny S.S. Lazio. W Serie A zadebiutował 26 sierpnia 2012 wchodząc na ostatnie minuty meczu wygranego z Atalanta BC.
W 2016 odszedł do tureckiego Trabzonsporu. W Süper Lig zadebiutował 20 sierpnia w wygranym 2:0 meczu z Kasımpaşa SK, w którym zdobył dwa gole. W styczniu 2020 odszedł do Denizlisporu. Latem 2020 został piłkarzem SønderjyskE Fodbold. W lutym 2021 przeszedł do litewskiego FK Žalgiris Wilno.

## Kariera reprezentacyjna
W reprezentacji Nigerii zadebiutował 13 października 2012 w wygranym 6:1 spotkaniu kwalifikacji do Pucharu Narodów Afryki. W 2013 dostał powołanie na Puchar Narodów Afryki, wygrany przez reprezentację Nigerii. Został powołany również na MŚ w 2014 i 2018.